# Devin Özgür Çınar
Devin Özgür Çınar (Zonguldak, Zonguldak tartomány, Törökország, 1973. június 21. –) török színésznő.

## Biográfia
Devin Özgür Çınar 1996-ban az ankarai Hacettepe Egyetem Állami Konzervatóriumának drámai tagozatán végzett. 1996–1997 között a bakırköyi városi színházban Can Yücel: Bahar Noktasi darabjában szerepelt (Shakespeare: Szentivánéji álom c. vígjátékának fordítása).
1999–2000 között a Türkan Derya rendezte Második tavasz (Ikinci Bahar) televíziós sorozatban is szerepelt. Szintén 2000-ben játszott a Serdar Akar rendezte Dar Alanda Kisa Paslasmalar, valamint a Tunç Basaran rendezte Abuzer Kadayıf c. filmekben is. Legutóbb az Ugur Yücel rendezte Karanlikta Kosanlar c. televíziós sorozatban szerepelt.
2011-ben főszerepet kapott az Geriye Kalan c. filmben (rendezte: Çiğdem Vitrinel), és az alakításáért elnyerte a 48. Antalyai Filmfesztivál Arany Narancs-díjat a „legjobb színésznő” kategóriában.

## Filmográfia
| alkotás                     | szerep | év   | rendezte            |
| --------------------------- | ------ | ---- | ------------------- |
| Geriye Kalan                | Zühal  | 2011 | Çiğdem Vitrinel     |
| Miras                       |        | 2005 | Tülin Soyarslan     |
| Gönül Yarası                |        | 2004 | Yavuz Turgul        |
| Fişgittin Bey               |        | 2003 | Fide Motan          |
| Hiçbiryerde                 |        | 2001 | Tayfun Pirselimoğlu |
| Dar Alanda Kısa Paslaşmalar |        | 2000 | Serdar Akar         |
| Abuzer Kadayıf              |        | 2000 | Tunç Başaran        |
| Yanlış Saksının Çiçeği      |        | 1997 | Fide Motan          |

| alkotás                | évad | szerep | megjegyzés |
| ---------------------- | ---- | ------ | ---------- |
| Dış Kapının Mandalları | 1997 | Özgür  | –          |
| İkinci Bahar           | 1998 | Cennet | –          |
| Güneş Yanıkları        | 1999 | Devin  | –          |
| Karanlıkta Koşanlar    | 2001 | Işıl   | –          |
| Biz Size Aşık Olduk    | 2002 | Feride | –          |
| Dayı                   | 2004 | Aylin  | –          |
| Avrupa Yakası          | 2004 | Konuk  | –          |
| Köpek                  | 2005 | Rüya   | –          |
| Hayat Türküsü          | 2006 | Hayat  | –          |
| Parmaklıklar Ardında   | 2007 | Suzan  | –          |
| Türk Malı              | 2010 | Seval  | –          |
| Galip Derviş           | 2013 | Konuk  | –          |

| alkotás                               | évad | szerep | megjegyzés                  |
| ------------------------------------- | ---- | ------ | --------------------------- |
| Eugène Ionesco: Yeni Kiracı           | 2012 |        | Bi Tiyatro                  |
| Melih Cevdet Anday: Mikadonun Çöpleri | 2007 |        | Beşiktaş Belediye Tiyatrosu |

## Fordítás
- Ez a szócikk részben vagy egészben  a   Devin Özgür Çınar című török Wikipédia-szócikk fordításán alapul.  Az eredeti cikk szerkesztőit annak laptörténete sorolja fel. Ez a jelzés csupán a megfogalmazás eredetét és a szerzői jogokat jelzi, nem szolgál a cikkben szereplő információk forrásmegjelöléseként.